# Roger Cormans Frankenstein
Roger Cormans Frankenstein (englisch Frankenstein Unbound) ist ein US-amerikanischer Science-Fiction-Horrorfilm des Regisseurs Roger Corman, der auf Brian Aldiss’ Adaption von Mary Shelleys Frankenstein oder Der moderne Prometheus basiert und am 2. November 1990 in die Kinos kam. Im November 1990 wurde der Film zudem auf dem „Stockholm International Film Festival“ in Schweden präsentiert.

## Handlung
Der Wissenschaftler Dr. Buchanan arbeitet an einer Energiewaffe, einer „sauberen“ Massenvernichtungswaffe für das Militär, die bei einem Test einen Riss in der Raumzeit öffnet, der droht, die Menschheit zu vernichten.
Durch den Riss wird Buchanan aus dem Jahr 2031 in die Vergangenheit katapultiert, samt selbstfahrenden Fahrzeug mit künstlicher Intelligenz, und er strandet in der Nähe von Genf in der Schweiz des Jahres 1817. Nachdem er das Fahrzeug in einer Scheune inmitten einer Bergweide untergebracht hat, begibt er sich in ein nahegelegenes Dorf.
Im dortigen Wirtshaus tauscht er seinen Ring ein, um sich Essen zu bestellen. Er setzt sich zu einem Gast an den Tisch, der sich als Dr. Victor Frankenstein vorstellt. Es stellt sich heraus, dass dieser die eigentliche Vorlage für Mary Godwin ist, die erst später den Namen Shelley durch Heirat annimmt und an ihrem Roman arbeitet. Frankenstein, dessen Monster bereits lebt und getötet hat, ist an den Errungenschaften aus der Zukunft interessiert, beispielsweise Buchanans digitaler Armbanduhr. Beide unterhalten sich angeregt, da sie beide die Wissenschaft aber auch deren „moralische Grenzüberschreitungen“ verbindet.
Während der Unterhaltung kommt zu Tage, dass Frankensteins jüngerer Bruder ermordet wurde. In einem Prozess soll die Schuld oder Unschuld des Kindermädchens des Jungen geklärt werden, das des Mordes verdächtigt wird. Tatsächlich war aber das Monster für den Tod des Jungen verantwortlich und Buchanan insistiert bei Frankenstein, den wahren Hintergrund des Todes aufzuklären und somit das Mädchen zu entlasten.
Da Frankenstein nicht einlenkt um seine Forschungen und das Monster zu schützen, kommt es am Folgetag zur Verurteilung des Kindermädchens durch Tod am Galgen. Buchanan versucht selbst, die unschuldig Verurteilte zu retten und auf die auf Rache sinnenden Bürger einzuwirken, letztlich kann er aber die Hinrichtung nicht verhindern und die Dorfbewohner werfen ihn in den nahegelegenen See, was von Mary Godwin beobachtet wird. Sie rettet Buchanan und es entwickelt sich eine kurze Romanze. Nach einer gemeinsamen Nacht offenbart er ihr, dass er aus der Zukunft komme und für das Phänomen am Himmel verantwortlich sei: den sich ausbreitenden Bruch in Raum und Zeit. Er fährt mit ihr mit seinem Wagen und zeigt ihr auch den fertigen Roman und bestärkt sie somit, diesen zu beenden.
Frankenstein hat derweil das Potential von Buchanans Fahrzeug als Energiespeicher erkannt, die dieser benötigt um seine Gefährtin zum Leben zu erwecken – allerdings beansprucht auch das Monster die Gefährtin. Frankenstein weist Buchanan an, das Fahrzeug zur Verfügung zu stellen, und droht ihm mit Gewalt durch sein Monster, wenn er ihm nicht bei der Erweckung seiner Braut hilft. Dieser willigt zum Schein ein und das Fahrzeug wird mittels eines Kabels mit der Turmspitze von Frankensteins Labor verbunden. Dr. Buchan weist das Fahrzeug jedoch an, die aus Blitzen eingefangene Energie in den von ihm erfundenen „Laser“ umzuleiten – in der Hoffnung seinen Fehler zu korrigieren und Frankenstein an seinen Plänen zu hindern. Nach der Aktivierung des Lasers befinden sich Buchanan und Frankenstein zusammen mit den Monstern plötzlich in einer unwirtlichen eisigen Landschaft: der möglichen dystopischen Zukunft, in der nur noch wenige Menschen existieren infolge des Experiments. Bei einer Auseinandersetzung tötet Frankenstein sein zweites Geschöpf, dass er nicht mit dem Monster teilen will – das Monster sinnt auf Rache und tötet schließlich seinen Schöpfer Frankenstein.
Buchanan rettet sich in einen unterirdischen Bunker, wo es zum Endkampf zwischen ihm und Frankensteins Monster kommt; Buchanan obsiegt und im Sterben liegend richtet das Monster die folgenden Worte an Buchanan: „Ich kann nicht wirklich getötet werden, […] jetzt bin ich entfesselt“ (engl. unbound). In der letzten Einstellung läuft Dr. Buchanan, nachdem er den Bunker verlassen hat, in einer polaren Wüste in Richtung einer künstlich angelegten Stadt, in der er die letzten überlebenden Menschen vermutet. Das Ende bleibt offen und Buchanan in der unwirtlichen Welt seiner eigenen Zukunft zurück.

## Hintergrund
| Figur                                | Darsteller        | Deutscher Sprecher       |
| ------------------------------------ | ----------------- | ------------------------ |
| Dr. Joseph „Joe“ Buchanan (Erzähler) | John Hurt         | Jürgen Kluckert          |
| Dr. Victor Frankenstein              | Raúl Juliá        | Engelbert von Nordhausen |
| Mary Wollstonecraft Godwin           | Bridget Fonda     | Daniela Hoffmann         |
| Das Monster                          | Nick Brimble      | Wolfgang Kühne           |
| Lord George Gordon Byron             | Jason Patric      | Joachim Tennstedt        |
| Percy Byshee Shelley                 | Michael Hutchence | Michael Pan              |
| Elizabeth                            | Catherine Rabett  |                          |
| Justine Moritz                       | Catherine Corman  |                          |

Roger Cormans Frankenstein war der erste Film Cormans als Regisseur nach Manfred von Richthofen – Der Rote Baron (1971) und zeitgleich seine letzte Regiearbeit.
Cormans Markenzeichen waren günstig produzierte, jedoch qualitativ überdurchschnittliche und kommerziell oft erfolgreiche B-Movies, was ihm die Bezeichnung „König der B-Movies“ und „Trash-Papst“ einbrachte – diese Bezeichnungen lehnte er jedoch stets ab. Er drehte insgesamt 56 Filme, darunter Das Pendel des Todes, und war an der Entstehung von über 510 Filmen beteiligt, meist in der Rolle des Produzenten; er war damit auch ein Wegbereiter vieler bekannter Schauspieler und Regisseure, die bei ihm ihre Karriere begannen.
Durch zahlreiche explizite Gewaltszenen wurde dem in sieben Wochen abgedrehten Film durch die Freiwillige Selbstkontrolle der Filmwirtschaft die Altersfreigabe FSK18 in Deutschland erteilt. Für den Vertrieb wurde später eine zensierte FSK16-Version auf den Markt gebracht.
Im Film wurde ein Konzeptfahrzeug des italienischen Herstellers ItalDesign Aztek aus dem Jahr 1988 verwendet und Terri Treas sprach die Stimme des Computers im englischen Original. Zudem ist in einer Szene, in der sich Dr. Buchanan mit Lord Byron auf dessen Sommeranwesen trifft, im Hintergrund ein Auto zu sehen, das über eine Brücke fährt – als unbeabsichtigter Filmfehler.
Der Film erschien ebenfalls unter dem Titel Roger Corman’s Frankenstein Unbound als Anspielung auf den vollständigen Titel von Mary Wollstonecraft Shelleys Originalroman Frankenstein oder Der moderne Prometheus und Percy Bysshe Shelleys lyrischem Drama Prometheus Unbound.

## Produktion
Der Produzent Thom Mount trat an Roger Corman mit der Idee heran, ihn nach gut zwei Jahrzehnten Abwesenheit wieder als Regisseur zu engagieren. Um ein starkes Drehbuch zu bekommen, wandte sich Corman zunächst an bekannte Autoren wie Wes Craven und Floyd Mutrux, die aber ablehnten. Schließlich beauftragte er F.X. Feeney, Brian Aldiss’ Roman Frankenstein Unbound zu adaptieren, wobei Corman selbst am Drehbuch mitwirkte. Er erhielt für seine Arbeit am Film eine Million US-Dollar.
Die Dreharbeiten des von der Mount Company, Byron Films und Cormans Produktionsfirma Concorde Pictures produzierten Films fanden ab dem 19. Juni 1989 – bis in den August 1989 – in und um Bellagio am Comer See statt; neben Studioaufnahmen entstanden weitere Szenen in Bergamo, Mailand und der Villa Melzi d’Eril. Effekte steuerte unter anderem die Firma Illusion Arts bei und die Kontaktlinsen von Nick Brimble, der das Monster verkörperte, die ReelEye Company. Carl Davis’ musikalische Untermalung des Films wurde in den Bavaria Musik-Studios durch das Symphonie Orchester Kurt Graunke aufgenommen.
Bei geschätzten Produktionskosten von 11,5 Millionen US-Dollar brachte der Film am Eröffnungswochenende, dem 4. November 1990, in Kanada und in den Vereinigten Staaten lediglich 37.017 US-Dollar ein und gesamt nur 334.748 US-Dollar. Der Vertrieb erfolgte in den Vereinigten Staaten durch Twentieth Century Fox und im Vereinigten Königreich durch Blue Dolphin Film Distribution.
Am 12. April 1991 wurde der Film in Deutschland von Warner Home Video auf VHS-Video veröffentlicht und am 5. September 2006 auf DVD. Im deutschen Sprachraum war der Film zudem erstmalig am 11. September 1992 im Bezahlfernsehen auf Premiere zu sehen (heute Sky Deutschland).

## Rezeption
Auch wenn der Film heute für einige als ein Kultfilm Cormans gilt, war seine letzte Regiearbeit ein finanzielles Desaster und führte zu gemischten Kritiken. So erfasst der US-amerikanische Aggregator Rotten Tomatoes nur 53 % wohlwollende Besprechungen und ordnet den Film dementsprechend als „Gammelig“ ein.
Vincent Canby von der New York Times schrieb: „Der Film […] sieht gut aus, und die Darsteller sind meist gut. […] Mr. Brimbles Monster sieht so aus, wie Alexander Godunov nach einer missglückten Gesichtsstraffung aussehen könnte. Die Spezialeffekte sind schön verteilt, […]“. Nach Angaben des Autors Brian Aldiss, sah sich dieser den Film „in einem Kino am Leicester Square“ an und „es waren nur sechs weitere Personen im Publikum“.
Im Jahr 1992 wurde der Film in vier Kategorien für den Saturn Award nominiert:
- „Best Science Fiction Film“ für Roger Corman
- „Best Director“ für Roger Corman
- „Best Costumes“ für Franca Zucchelli und Bill Taylor
- „Best Special Effects“ für Syd Dutton, Bill Taylor und Gene Warren Jr.